# Calèna
 (janvier 2011).
Si vous disposez d'ouvrages ou d'articles de référence ou si vous connaissez des sites web de qualité traitant du thème abordé ici, merci de compléter l'article en donnant les références utiles à sa vérifiabilité et en les liant à la section « Notes et références ».
Calèna est la façon de dire Noël en niçois. Cette fête fait l'objet d'un rituel particulier en Pays niçois.
Le rituel des fêtes de la Nativité a une symbolique double :
- une, profondément chrétienne : les treize desserts et les douze apôtres plus le Christ, les trois nappes et la Sainte Trinité, les fruits secs dont la couleur rappelle celle de la bure des ordres mendiants, font un rappel des épisodes de la Bible ;
- une autre, plus païenne : croyance en la rencontre avec les morts, avec la « part du pauvre », pauvre signifiant aussi « mort ». Les miettes de pain et de gâteaux qu’on doit laisser toute la nuit sur la table pour nourrir les armeto, petites âmes des morts, croyances aux mauvais esprits dont on se protège en mettant une part de pain de côté et en relevant après le repas les quatre coins de la nappe pour qu’ils ne mettent pas en danger les petites âmes en escaladant la table. Par ailleurs, l’association des multiples fruits des treize desserts fête le solstice d’hiver, notamment ceux dont le séchage a bravé la mort. On sait que la fête de Noël recouvre un ancien rite païen lié au cycle solaire naturel : le passage de la vie à la mort.

## Déroulement
Au soir du 24 décembre, avant la messe de minuit, c’est lou gros soupà, le gros souper (repas maigre composé de légumes et de poissons). Avant de s’attabler, on procède à quelques préparatifs. D’abord, on étale trois nappes (allusion à la Sainte-Trinité) de taille décroissante : une pour le « gros souper », une pour le repas du jour de Noël, le lendemain midi — repas composé de viandes —, et enfin la dernière pour le soir du 25 où les restes trôneront sur la table. Sur ces nappes, on déposera les blés ou les lentilles de la Sainte-Barbe, une branche de houx pour apporter le bonheur (mais surtout pas de gui), ainsi que trois bougies. Le pain, posé à l’endroit, sera coupé en trois : la part du pauvre, la part des convives et la part fétiche qu’on conservera dans une armoire. Il ne faudra donc pas oublier de mettre un couvert de plus : le couvert du pauvre. Pauvre, en niçois, désigne celui qui est décédé (on se souvient de tous les défunts de la famille avec qui l’on avait fêté Noël autrefois) mais ce peut être aussi un mendiant qui passe et demande l’aumône (dans les villages c'est encore, de nos jours, un voisin qui vit seul). La part du pauvre est une survivance de la manne que les Romains offraient à leurs ancêtres.
Cette tradition est encore bien vivante dans de nombreuses familles. C’est, au dire de certain, le jour de l’année où l’on mange le plus. Le repas est caractérisé par une inversion des aliments et par une répartition différente des mets. La soupe de pain et les plats à base de céréales sont remplacés par une entrée et une abondance de poissons et de légumes. Ces céréales se retrouveront en fin de repas sous forme de desserts sucrés et abondants, accompagnés d’alcool. Cette abondance est symbole de plaisir et dépassement des contraintes quotidiennes : elle a un caractère festif. Après avoir dégusté les sept plats maigres de poissons et de légumes (en souvenir des sept douleurs de la Vierge), on pose sur la table les treize desserts que l’on mangera au retour de la messe de minuit.

### Les treize desserts
Les treize desserts, symbole de Jésus et de ses douze apôtres, sont (avec des variantes selon les villages) :
- la tourte de blette ;
- la fougasse à la fleur d'oranger de Grasse ;
- le gibassié ou « pompe à huile » qu’il faut rompre car si on le coupe, on est ruiné dans l’année ;
- la pâte de coings ;
- les tartes aux noix ou à la confiture ;
- le nougat blanc ;
- le nougat noir, (les nougats représentent les rois mages) ;
- les dattes, souvenir de la fuite en Égypte, avec le « O » gravé sur son noyau qui rappelle l’exclamation de la Vierge, de saint Joseph et de l’Enfant Jésus lorsqu’ils gouttèrent le fruit ;
- les fruits confits : oranges, clémentines, melon ou les pâtes de fruits ;
- les fruits secs, symboles des quatre ordres mendiants : amandes pour les Carmes ; figues pour les Franciscains ; raisins secs pour les Dominicains ; noix pour les Augustins. On fabrique le « nougat de Capucin » en glissant une noix dans une figue sèche ou une datte.
- les mandarines et les oranges, dont on fabrique avec les peaux des veilleuses que l’on place dans la crèche de Noël et qui dégagent une odeur agréable, emplie des souvenirs des Noëls précédents ;
- les pommes, les poires, et surtout les raisins de Saint-Jeannet mis à conserver avec de la cire sur le pecoul (le pédoncule) depuis le mois de septembre ;
- les poires au vin cuit.

Les desserts sont bien sûr arrosés avec du vin cuit, ou du muscat, dans lequel on trempera la fougassette, et avec les liqueurs faites à la maison comme l’eau-de-vie tirée du reste des vendanges (le marc).

### Cérémonie ducacha fuèc
Au retour de la messe de minuit il y a la cérémonie du cacha fuèc (c’est-à-dire « allumer le feu », terme également synonyme de réveillon) qui rappelle la célébration du solstice d’hiver symbolisant le retour de la lumière. Le soir du 24 décembre, dans la cheminée, on a éteint le feu ancien avant de partir à la messe. Au retour, la personne la plus âgée donne au plus jeune enfant un tison — un brandon récupéré du feu de la Saint-Jean d'été, l'autre solstice — pour rallumer un feu nouveau avec des bûches d’arbre fruitier, puis elle jette une poignée de sel sur une bûche tout en disant : « Diéu, fes-n’en la gràcia de veire l’an que ven, e se sian pas de mai, que noun siguen pas mens. » (Dieu, fais-nous la grâce de voir l’année qui vient et, si nous ne sommes pas plus, que nous ne soyons pas moins.) Alors, le plus jeune de la famille envoie un verre de vin cuit sur les bûches.
C’est à ce moment que l’on mange les treize desserts.
Le lendemain 25 décembre à midi, on sert le repas gras avec la viande (boudin, volaille, ravioli) et de nouveau les treize desserts ; au repas du soir, on mange les restes, sur la troisième et dernière nappe.